# Honduras nos Jogos Olímpicos de Verão de 2008
Honduras participou dos Jogos Olímpicos de Verão de 2008 em Pequim, na China. O país estreou nos Jogos em 1968 e em Pequim fez sua 9ª apresentação.

## Desempenho

### Atletismo
| Atleta           | Prova                       | Elims. | Elims. | 1/4 de final | 1/4 de final | Semifinal   | Semifinal   | Final       | Final       |
| Atleta           | Prova                       | Tempo  | Pos.   | Tempo        | Pos.         | Tempo       | Pos.        | Tempo       | Pos.        |
| ---------------- | --------------------------- | ------ | ------ | ------------ | ------------ | ----------- | ----------- | ----------- | ----------- |
| Rolando Palacios | 100m masculino              | 10s49  | 43º    |              |              | Não avançou | Não avançou | Não avançou | Não avançou |
| Rolando Palacios | 200m masculino              | 20s81  | 25º    | 20s87        | 26º          | Não avançou | Não avançou | Não avançou | Não avançou |
| Jeimmy Bernárdez | 100m com barreiras feminino | 14s29  | 39º    |              |              | Não avançou | Não avançou | Não avançou | Não avançou |

### Futebol
Masculino
| Equipe | Equipe | Fase de grupos                                              | Fase de grupos | Quartas                | Semifinal              | Final                  | Pos. |
| Equipe | Equipe | Adversário e resultado                                      | Pos.           | Adversário e resultado | Adversário e resultado | Adversário e resultado | Pos. |
| --- | --- | ----------------------------------------------------------- | -------------- | ---------------------- | ---------------------- | ---------------------- | ---- |
| Kevin Hernández Obed Enamorado Quiarol Arzú David Molina Samuel Caballero Erick Norales Andrés Morales David Álvarez Emil Martínez | Rigoberto Padilla Ramón Núñez Jorge Claros Hendry Thomas Marvin Sánchez Carlos Pavón Luis Rodas Jefferson Bernárdez Luis López | ITA Itália D 0-3 CMR Camarões D 0-1 KOR Coreia do Sul D 0-1 | 4º (gr. D)     | Não avançou            | Não avançou            | Não avançou            | 16º  |

### Natação
| Atleta                     | Prova                    | Elim.   | Elim. | Semifinal   | Semifinal   | Final       | Final       |
| Atleta                     | Prova                    | Tempo   | Pos.  | Tempo       | Pos.        | Tempo       | Pos.        |
| -------------------------- | ------------------------ | ------- | ----- | ----------- | ----------- | ----------- | ----------- |
| Sharon Fajardo             | 50m livre feminino       | 27.19   | 51    | Não avançou | Não avançou | Não avançou | Não avançou |
| Javier Hernandez Maradiaga | 200m borboleta masculino | 2:02.23 | 42    | Não avançou | Não avançou | Não avançou | Não avançou |

### Remo
| Atleta(s)          | Prova                   | Elim.   | Elim. | Repescagem | Repescagem | Semifinais  | Semifinais  | Final       | Final       |
| Atleta(s)          | Prova                   | Tempo   | Pos.  | Tempo      | Pos.       | Tempo       | Pos.        | Tempo       | Pos.        |
| ------------------ | ----------------------- | ------- | ----- | ---------- | ---------- | ----------- | ----------- | ----------- | ----------- |
| Norberto Bernárdez | Skiff simples masculino | 9:01.27 | 6     |            |            | Não avançou | Não avançou | Não avançou | Não avançou |

### Taekwondo
| Miguel Ferrera | -80 kg masculino | CHN Zhu G. D 1 - 3 | Não avançou | Não avançou | Não avançou | Não avançou | Não avançou | Não avançou | Não avançou | Não avançou |